# Raphael Claus
Raphael Claus (Santa Bárbara d'Oeste, 6 de setembro de 1979) é um árbitro brasileiro de futebol, no quadro FIFA desde 2015.

## Carreira
De família em que pai e irmão foram atletas profissionais, o pai Antônio Carlos Claus (jogou na primeira equipe profissional do União Barbarense, em 1964, ao lado do Zé Boquinha que hoje é comentarista da ESPN) e irmão Niltinho Claus (centroavante e artilheiro do XV de Jaú no acesso de 1995, participou do acesso do União Barbarense, em 1998, e também se destacou no Deportivo Cúcuta da Colômbia), Raphael Claus foi jogador de futebol até os 20 anos de idade. Em 2002, participou do curso de formação em arbitragem da Federação Paulista de Futebol (FPF) sem ter experiência anterior de árbitro em jogos amadores.
Foi árbitro em várias partidas das divisões menores do futebol paulista durante oito anos. A primeira partida na principal divisão do Campeonato Paulista foi em 20 de janeiro de 2010: Oeste 2–2 Monte Azul. A primeira partida na Série A do Brasileiro foi em 2012 entre Palmeiras 1–1 Portuguesa. A primeira partida pela CONMEBOL foi em 2015 pela Copa Sul-Americana entre LDU Quito 0–0 Santa Fe. A primeira partida pela Libertadores foi em 2016 entre Huracán 4–2 Sporting Cristal.
O primeiro trabalho em uma partida de final de competição aconteceu em abril de 2014, na decisão do campeonato Paulista entre Santos e Ituano.
Em maio de 2014, a Comissão Nacional de Arbitragem da Confederação Brasileira de Futebol (CBF) credenciou Claus a aspirante do quadro de arbitragem da Federação Internacional de Futebol (FIFA). Em outubro do mesmo ano, Raphael, ao lado de Luiz Flávio de Oliveira, foi confirmado como árbitro da entidade que administra o futebol mundial. Eles substituíram Paulo Cesar de Oliveira e Wilson Luiz Seneme, árbitros paulistas que se aposentaram.
Esteve como VAR na Final da Libertadores de 2018, em Madrid, na Espanha e entre River Plate e Boca Juniors pela semifinal da Libertadores de 2019. No mesmo ano, apitou a Final da Copa Sul-Americana entre Colón e Independiente del Valle.
Apitou quatro partidas no Copa do Mundo Sub-20, sediada na Polônia, incluindo a semifinal entre Itália e Ucrânia.
Apitou a final do Paulistão de 2019 entre São Paulo e Corinthians e a final da Copa do Brasil de 2019 entre Athletico Paranaense e Internacional.
Tem sido um dos árbitros mais premiados da história do Futebol, no Campeonato Paulista esteve entre os melhores de 2011, 2012, 2016, 2017, 2019 e 2020. No Campeonato Brasileiro foi o melhor consecutivamente nos anos de 2016, 2017 e 2018.
Apitou nove finais de Paulistão: 2014, 2016, 2017, 2019, 2020, 2021, 2022, 2023 e 2024
Foi um dos árbitros selecionados para representar a CBF e a CONMEBOL na Copa do Mundo 2022, junto com Wilton Pereira Sampaio.
Em 2024 Raphael Claus foi reprovado no teste da FIFA durante a pré-temporada organizada pela Conmebol, entidade máxima do futebol sul-americano, em sua sede, em Luque, no Paraguai.

## Prêmios
- Melhor árbitro do Campeonato Paulista de 2011
- Melhor árbitro do Campeonato Paulista de 2016[9]
- Melhor árbitro do Campeonato Brasileiro de 2016[10]
- Melhor árbitro do Campeonato Brasileiro de 2016, pela Rede de TV Fox Sports
- Melhor árbitro do Campeonato Brasileiro de 2017[11]
- Melhor árbitro do Campeonato Brasileiro de 2017, pela Rede de TV Fox Sports
- Profissional do ano, em 2011, pela revista FAMA
- Esportista do ano, em 2011, pelo Rotary Club Progresso
- Herói barbarense pelos alunos do SESI de Santa Bárbara d’Oeste[12]
- Melhor árbitro do Campeonato Brasileiro de 2018[13]
- Melhor árbitro do Campeonato Brasileiro 2018, pela Rede de TV Fox Sports
- Melhor árbitro de 2018 e de 2019 no Pesquisão da UOL feita com 106 jogadores dos 20 clubes da Série A do Brasileirão[14]
- Melhor árbitro do Campeonato Paulista de 2019
- Melhor árbitro do Campeonato Paulista de 2020

## Partidas internacionais

#### Seleções
Copa do Mundo FIFA de 2022
| Data       | Partida               | Local                         | Rodada         |
| ---------- | --------------------- | ----------------------------- | -------------- |
| 21/11/2022 | Inglaterra 6 – 2 Irã  | Estádio Internacional Khalifa | Fase de grupos |
| 01/12/2022 | Canadá 1 – 2 Marrocos | Estádio Al Thumama            | Fase de grupos |

Copa do Mundo FIFA Sub-20 de 2019
| Data       | Partida                     | Local                         | Rodada           |
| ---------- | --------------------------- | ----------------------------- | ---------------- |
| 23/05/2019 | México 1 – 2 Itália         | Estádio Gdynia (Gdynia)       | Fase de grupos   |
| 29/05/2019 | Senegal 0 – 0 Polónia       | Estádio Lodz (Lodz)           | Fase de Grupos   |
| 04/06/2019 | França 2 – 3 Estados Unidos | Estádio Bydgoszcz (Bydgoszcz) | Oitavas de final |
| 11/06/2019 | Ucrânia 1 – 0 Itália        | Estádio Gdynia (Gdynia)       | Semifinal        |

Copa América de 2021
| Data       | Partida                | Local                                  | Rodada                      |
| ---------- | ---------------------- | -------------------------------------- | --------------------------- |
| 21/06/2021 | Uruguai 1 – 1 Chile    | Arena Pantanal (Cuiabá)                | Fase de grupos              |
| 28/06/2021 | Uruguai 1 – 0 Paraguai | Estádio Nilton Santos (Rio de Janeiro) | Fase de grupos              |
| 09/07/2021 | Colômbia 3 – 2 Peru    | Estádio Mané Garrincha (Brasília)      | Disputa pelo terceiro lugar |

Copa América de 2019
| Data       | Partida             | Local                                | Rodada         |
| ---------- | ------------------- | ------------------------------------ | -------------- |
| 24/06/2019 | Chile 0 – 1 Uruguai | Estádio do Maracanã (Rio de Janeiro) | Fase de grupos |

Campeonato Sul-Americano de Futebol Sub-20 de 2019
| Data       | Partida                | Local                      | Rodada         |
| ---------- | ---------------------- | -------------------------- | -------------- |
| 20/01/2019 | Uruguai 3 – 1 Equador  | Estádio La Granja (Curicó) | Fase de grupos |
| 24/01/2019 | Peru 1 – 3 Equador     | Estádio La Granja (Curicó) | Fase de grupos |
| 26/01/2019 | Uruguai 1 – 0 Paraguai | Estádio Fiscal (Talca)     | Fase de grupos |

Campeonato Sul-Americano de Futebol Sub-17 de 2017
| Data       | Partida                | Local                          | Rodada          |
| ---------- | ---------------------- | ------------------------------ | --------------- |
| 25/02/2017 | Uruguai 0 – 1 Equador  | Estádio El Teniente (Rancagua) | Fase de grupos  |
| 01/03/2017 | Colômbia 2 – 3 Bolívia | Estádio El Teniente (Rancagua) | Fase de grupos  |
| 10/03/2017 | Chile 1 – 0 Colômbia   | Estádio El Teniente (Rancagua) | Hexagonal final |

Campeonato Sul Americano Sub-15 Colômbia 2015
| Data       | Partida                           | Local                            | Rodada         |
| ---------- | --------------------------------- | -------------------------------- | -------------- |
| 23/11/2015 | Colômbia Colômbia 4 – 2 Paraguai  | Estadio Armando Maestre Pavajeau | Fase de grupos |
| 27/11/2015 | Argentina Argentina 3 – 0 Equador | Estadio Armando Maestre Pavajeau | Fase de grupos |

### Clubes
Copa Libertadores da América de 2022
| Data     | Partida                            | Local                                          | Rodada          |
| -------- | ---------------------------------- | ---------------------------------------------- | --------------- |
| 02/03/22 | Universidad Católica 2 – 0 Bolívar | Estádio Olímpico Atahualpa (Quito/Equador)     | Fase Preliminar |
| 12/04/22 | Peñarol 2 – 1 Olímpia              | Estádio Campéon Del Siglo (Montevidéu/Uruguai) | Fase de grupos  |

Copa Libertadores da América de 2021
| Data     | Partida                                      | Local                                             | Rodada           |
| -------- | -------------------------------------------- | ------------------------------------------------- | ---------------- |
| 10/03/21 | Universidad de Chile 1 – 1 San Lorenzo       | Estádio Nacional (Santiago/Chile)                 | Fase preliminar  |
| 18/05/21 | Nacional 1 – 0 Universidad Catolica          | Estádio Grand Parque Central (Montevidéu/Uruguai) | Fase de grupos   |
| 14/07/21 | Vélez Sarsfield 1 – 0 Barcelona de Guayaquil | Estádio José Amalfitani (Buenos Aires/Argentina)  | Oitavas-de-final |

Copa Libertadores da América de 2020
| Data     | Partida                                      | Local                                    | Rodada          |
| -------- | -------------------------------------------- | ---------------------------------------- | --------------- |
| 12/02/20 | Atlético Tucumán (6) 2 – 0 (5) The Strongest | Estádio José Fierro (Tucúman/Argentina)  | Fase Preliminar |
| 05/03/20 | Estudiantes de Mérida 1 – 2 Racing           | Estádio Metropolitano (Mérida/Venezuela) | Fase de grupos  |
| 25/11/20 | Independiente del Valle 0 – 0 Nacional       | Estádio Casa Blanca (Quito/Equador)      | Fase de grupos  |

Copa Libertadores da América de 2019
| Data     | Partida                        | Local                                                | Rodada         |
| -------- | ------------------------------ | ---------------------------------------------------- | -------------- |
| 05/03/19 | Godoy Cruz 0 – 0 Olímpia       | Estádio Malvinas Argentinas (Mendonza/Argentina)     | Fase de Grupos |
| 09/05/19 | Olímpia 0 – 1 Sporting Cristal | Estádio Manuel Ferreira (Assunção/Paraguai)          | Fase de Grupos |
| 01/10/19 | River Plate 2 – 0 Boca Juniors | Estádio Monumental de Núñez (Buenos Aires/Argentina) | Sem-Final      |

Copa Libertadores da América de 2018
| Data     | Partida                         | Local                                            | Rodada          |
| -------- | ------------------------------- | ------------------------------------------------ | --------------- |
| 05/03/18 | Guaraní 6 – 0 Carabobo          | Estádio Defensores Del Chaco (Assunção/Paraguai) | Fase Preliminar |
| 13/03/18 | Atlético Tucumán 0 – 2 Libertad | Estádio José Fierro (Tucúman/Argentina)          | Fase de Grupos  |
| 04/04/18 | Cruzeiro 0 – 0 Vasco da Gama    | Estádio Mineirão (Belo Horizonte/Brasil)         | Fase de Grupos  |
| 24/04/18 | Atlético Nacional 4 – 1 Bolívar | Estádio Atanasio Girardot (Medellín/Colômbia)    | Fase de Grupos  |

Copa Libertadores da América de 2017
| Data     | Partida                                  | Local                                                | Rodada         |
| -------- | ---------------------------------------- | ---------------------------------------------------- | -------------- |
| 25/05/17 | River Plate 1 – 2 Independiente Medellín | Estádio Monumental de Nuñez (Buenos Aires/Argentina) | Fase de Grupos |

Copa Libertadores da América de 2016
| Data     | Partida                        | Local                                              | Rodada         |
| -------- | ------------------------------ | -------------------------------------------------- | -------------- |
| 05/04/16 | Huracán 4 – 2 Sporting Cristal | Estádio Tomás Adolfo Ducó (Buenos Aires/Argentina) | Fase de Grupos |

Copa Sul-Americana de 2019
| Data     | Partida                             | Local                                                  | Rodada           |
| -------- | ----------------------------------- | ------------------------------------------------------ | ---------------- |
| 21/02/19 | Once Caldas 0 – 2 Deportivo Santaní | Estádio Palograndre (Manizales/Colômbia)               | Primeira-Fase    |
| 03/04/19 | Independiente 4 – 1 Binacional      | Estádio Libertadores da América (Avellaneda/Argentina) | Primeira-Fase    |
| 24/07/19 | Botafogo 0 – 1 Atlético Mineiro     | Estádio Olímpico Nilton Santos (Rio de Janeiro/Brasil) | Oitavas-de-Final |
| 09/11/19 | Independiente del Valle 3 – 1 Colón | Estádio General Pablo Rojas (Assunção/Paraguai)        | FINAL            |

Copa Sul-Americana de 2018
| Data     | Partida                                      | Local                                                  | Rodada           |
| -------- | -------------------------------------------- | ------------------------------------------------------ | ---------------- |
| 06/03/18 | Caracas 0 – 1 Everton                        | Estádio Metropolitano (Cabudare/Venezuela)             | Primeira-Fase    |
| 10/05/18 | Independiente Medellínn 3 – 1 Sol de América | Estádio Atanasio Girardot (Medellín/Colômbia)          | Primeira-Fase    |
| 22/08/18 | San Lorenzo 3 – 1 Nacional                   | Estádio Nuevo Gasômetro (Buenos Aires/Argentina)       | Oitavas-de-Final |
| 02/10/18 | Millonarios (3) 0 – (5) Santa Fé             | Estádio El Campín (Bogotá/Colômbia)                    | Oitavas-de-Final |
| 01/11/18 | Defesa y Justicia 3 – 1 Junior Barranquilla  | Estádio Libertadores de América (Avellaneda/Argentina) | Quartas-de-Final |

Copa Sul-Americana de 2017
| Data     | Partida                                  | Local                                            | Rodada           |
| -------- | ---------------------------------------- | ------------------------------------------------ | ---------------- |
| 06/04/17 | Estudiantes de Caracas 2 – 3 Sol América | Estádio Olímpico da UCV (Caracas/Venezuela)      | Primeira-Fase    |
| 09/05/17 | Sportivo Luqueño 2 – 1 Deportivo Cali    | Estádio Feliciano Cáceres (Luque/Paraguai)       | Primeira-Fase    |
| 02/08/17 | Deportes Iquique 1 – 2 Independiente     | Estádio Zorros del Desierto (Calama/Chile)       | Segunda-Fase     |
| 19/09/17 | Estudiantes 0 – 1 Nacional               | Estádio Ciudad de La Plata (La Plata/Argentina)  | Oitavas-de-Final |
| 24/10/17 | Libertad 1 – 0 Racing                    | Estádio Defensores Del Chaco (Assunção/Paraguai) | Quartas-deFinal  |

Copa Sul-Americana de 2016
| Data     | Partida                            | Local                                        | Rodada        |
| -------- | ---------------------------------- | -------------------------------------------- | ------------- |
| 09/08/16 | Sportivo Luqueño 0 – 0 Peñarol     | Estádio Feliciano Cáceres (Luque/Paraguai)   | Primeira-Fase |
| 14/09/16 | Junior Barranquilla 1 – 1 Blooming | Estádio Metropolitano (Barranquila/Colômbia) | Segunda-Fase  |

Copa Sul-Americana de 2015
| Data     | Partida                                   | Local                                             | Rodada        |
| -------- | ----------------------------------------- | ------------------------------------------------- | ------------- |
| 12/08/15 | LDU Loja 0 – 0 Santa Fé                   | Estádio Federativo Reina del Cisne (Loja/Equador) | Primeira-Fase |
| 17/09/15 | Junior Barranquilla 0 – 2 Deportes Tolima | Estádio Metropolitano (Barranquila/Colômbia)      | Segunda-Fase  |